# Back for Good
Back For Good är musiksingel som släpptes av Take That år 1995. Låten är en ballad och är skriven av Gary Barlow. Låten var även med på albumet Nobody Else.

## Låtlista
Storbritannien, 7" Vinyl (74321 27146 7)
1. "Back For Good" (Radio Mix) – 3:59
2. "Sure" (Live) – 3:16
3. "Back For Good" (TV Mix) – 4:03

Storbritannien, kassettsingel (74321 27148 2)
1. "Back For Good" (Radio Mix) – 3:59
2. "Sure" (Live) – 3:16
3. "Back For Good" (TV Mix) – 4:03

Storbritannien, CD-singel #1 (74321 27146 2)
1. "Back For Good" (Radio Mix) – 3:59
2. "Sure" (Live) – 3:16
3. "Beatles Tribute" (Live at Wembley Arena) – 11:40

Storbritannien, CD-singel #2 (74321 27147 2)
1. "Back For Good" (Radio Mix) – 3:59
2. "Pray" (Radio Edit) – 3:43
3. "Why Can't I Wake Up With You" (Radio Edit) – 3:37
4. "A Million Love Songs" (7" Edit) – 3:53

EU, CD-singel #1 (74321 27963 2)
1. "Back For Good" (Radio Mix) – 3:59
2. "Sure" (Live) – 3:16

EU, CD-singel #2 (74321 27964 2)
1. "Back For Good" (Radio Mix) – 3:59
2. "Sure" (Live) – 3:16
3. "Beatles Tribute" (Live at Wembley Arena) – 11:40

Japan, CD-singel (BVCP-9852)
1. "Back For Good" (Radio Mix) – 3:59
2. "Sure" (Live) – 3:16
3. "Pray" (Radio Edit) – 3:43
4. "Why Can't I Wake Up With You" (Radio Edit) – 3:37
5. "A Million Love Songs" (7" Edit) – 3:53

USA, CD-singel #1 (07822-12880-5)
1. "Back For Good" – 4:03
2. "Love Ain't Here Anymore" – 3:57
3. "Back For Good" (Live From MTV's "Most Wanted") – 4:10

USA, CD-singel #2 (07822-12880-2)
1. "Back For Good" – 4:03
2. "Love Ain't Here Anymore" – 3:57
3. "Back For Good" (Radio Mix) – 3:59
4. "Back For Good" (Urban Mix) – 4:02
5. "Back For Good" (Live From MTV's "Most Wanted") – 4:10

US Cassette Single (07822-12880-7)
1. "Back For Good" – 4:03
2. "Love Ain't Here Anymore" – 3:57

USA, 7" Vinyl (07822-12880-5)
1. "Back For Good" – 4:03
2. "Love Ain't Here Anymore" – 3:57

USA, 12" Viynl – Jukebox Release Only (TAKEBFG1)
1. "Back For Good" – 4:03
2. "Back For Good" (Radio Mix) – 3:59
3. "Back For Good" (Radio Instrumental) – 3:59
4. "Back For Good" (Urban Mix) – 4:02
5. "Back For Good" (Urban Instrumental) – 4:02

## Officiella versioner
- Album Version (4:03)
- Album Instrumental (4:03)
- Radio Mix (3:59)
- Radio Instrumental (3:59)
- Urban Mix (4:00)
- Urban Instrumental (4:00)
- TV Mix (4:03)
- Live From MTV's Most Wanted (4:10)
- BBC Radio 2 'Live & Exclusive' (4:11)
- Live From the Manchester Nynex (6:35)
- Live at Wembley (4:01)